# Agathis assimilis
Agathis assimilis är en stekelart som beskrevs av Kokujev 1895. Agathis assimilis ingår i släktet Agathis och familjen bracksteklar. Inga underarter finns listade i Catalogue of Life.